# 哈恩施泰滕
哈恩施泰滕是德国莱茵兰-普法尔茨州的一个市镇。总面积10.70平方公里，总人口2820人，其中男性1423人，女性1397人（2011年12月31日），人口密度264人/平方公里。